# Bahnstrecke Landshut–Rottenburg
| |                      |                                             |                                             |
| Streckennummer (DB): | 5632                 |                                             |                                             |
| Kursbuchstrecke (DB): | 932                  |                                             |                                             |
| Kursbuchstrecke: | 424b (1946)          |                                             |                                             |
| Streckenlänge: | 27,46 km             |                                             |                                             |
| Spurweite: | 1435 mm (Normalspur) |                                             |                                             |
| Maximale Neigung: | 25 ‰                 |                                             |                                             |
| Minimaler Radius: | 300 m                |                                             |                                             |
| Zugbeeinflussung: | –                    |                                             |                                             |
| |                      |                                             |                                             |
| \| \| \| von Regensburg Hbf \| \| \| \| 0,000 \| Landshut (Bay) Hbf \| 392 m \| \| \| \| nach München Hbf \| \| \| \| 1,800 \| Altdorf (Niederbay) Moosweide (Anst) \| Altdorf (Niederbay) Moosweide (Anst) \| \| \| \| Anschluss Umspannwerk Altdorf \| \| \| \| 1,963 \| Infrastrukturgrenze DB InfraGO / Bayernbahn \| Infrastrukturgrenze DB InfraGO / Bayernbahn \| \| \| 2,400 \| Altdorf (Niederbay) (Anst) \| Altdorf (Niederbay) (Anst) \| \| \| \| Anschluss Gewerbegebiet Moosweide \| \| \| \| 3,020 \| Altdorf (Niederbay) \| Altdorf (Niederbay) \| \| \| \| Bundesautobahn 92 \| \| \| \| 6,520 \| Pfettrach \| 413 m \| \| \| 7,700 \| Arth \| Arth \| \| \| 10,220 \| Weihmichl \| 436 m \| \| \| 11,800 \| Pfettrach \| Pfettrach \| \| \| 14,170 \| Neuhausen (b Landshut Bay) \| 447 m \| \| \| 17,100 \| Zornhof (b Landshut Bay) \| Zornhof (b Landshut Bay) \| \| \| 20,190 \| Pfeffenhausen (Niederbay) \| 440 m \| \| \| 24,300 \| Oberhatzkofen \| 421 m \| \| \| 25,300 \| Niederhatzkofen \| Niederhatzkofen \| \| \| 27,460 \| Rottenburg (Laaber) \| 433 m \| \| \| \| \| \| \| Quellen: [1][2][3] \| \| \| \| |                      |                                             |                                             |
| Strecke |                      | von Regensburg Hbf                          | von Regensburg Hbf                          |
| Bahnhof | 0,000                | Landshut (Bay) Hbf                          | 392 m                                       |
| Abzweig geradeaus und nach links |                      | nach München Hbf                            | nach München Hbf                            |
| ehemalige Blockstelle | 1,800                | Altdorf (Niederbay) Moosweide (Anst)        | Altdorf (Niederbay) Moosweide (Anst)        |
| Abzweig geradeaus und ehemals nach links |                      | Anschluss Umspannwerk Altdorf               | Anschluss Umspannwerk Altdorf               |
| Wechsel des Eisenbahninfrastrukturunternehmens | 1,963                | Infrastrukturgrenze DB InfraGO / Bayernbahn | Infrastrukturgrenze DB InfraGO / Bayernbahn |
| ehemalige Blockstelle | 2,400                | Altdorf (Niederbay) (Anst)                  | Altdorf (Niederbay) (Anst)                  |
| Abzweig geradeaus und ehemals nach links |                      | Anschluss Gewerbegebiet Moosweide           | Anschluss Gewerbegebiet Moosweide           |
| Bahnhof | 3,020                | Altdorf (Niederbay)                         | Altdorf (Niederbay)                         |
| Strecke mit Straßenbrücke |                      | Bundesautobahn 92                           | Bundesautobahn 92                           |
| Bahnhof | 6,520                | Pfettrach                                   | 413 m                                       |
| ehemaliger Haltepunkt / Haltestelle | 7,700                | Arth                                        | Arth                                        |
| ehemaliger Bahnhof | 10,220               | Weihmichl                                   | 436 m                                       |
| Brücke über Wasserlauf | 11,800               | Pfettrach                                   | Pfettrach                                   |
| Kopfbahnhof Strecke ab hier außer Betrieb | 14,170               | Neuhausen (b Landshut Bay)                  | 447 m                                       |
| Haltepunkt / Haltestelle (Strecke außer Betrieb) | 17,100               | Zornhof (b Landshut Bay)                    | Zornhof (b Landshut Bay)                    |
| Bahnhof (Strecke außer Betrieb) | 20,190               | Pfeffenhausen (Niederbay)                   | 440 m                                       |
| Haltepunkt / Haltestelle (Strecke außer Betrieb) | 24,300               | Oberhatzkofen                               | 421 m                                       |
| Haltepunkt / Haltestelle (Strecke außer Betrieb) | 25,300               | Niederhatzkofen                             | Niederhatzkofen                             |
| Kopfbahnhof Streckenende (Strecke außer Betrieb) | 27,460               | Rottenburg (Laaber)                         | 433 m                                       |
| |                      |                                             |                                             |
| Quellen: |                      |                                             |                                             |

Die Bahnstrecke Landshut–Rottenburg, auch Pfettrachtalbahn ist eine Nebenbahn in Bayern. Sie führte von Landshut nach Rottenburg an der Laaber und wurde von den Anwohnern Rottenburger Bockerl genannt. Auf dem verbliebenen, 14,2 Kilometer langen Abschnitt Landshut–Unterneuhausen fanden von 2011 bis 2017 regelmäßige Sonderfahrten statt. Dieser Abschnitt wurde als Museumsbahn betrieben. Wegen eines Brückenschadens bei Pfettrach wurde der Personenverkehr aber wieder eingestellt. Die Strecke wird seitdem lediglich noch zum Abstellen von Güterwagen genutzt.

## Planung
Bereits 1867 und 1878 untersuchte man, auch aus militärischen Gründen, eingehend die Möglichkeiten, die Städte Landshut und Ingolstadt mit einer Bahnstrecke zu verbinden. Die Untersuchungen ergaben, dass für einen Durchgangsverkehr kein allgemeines Bedürfnis bestand. So bat im Jahr 1890 der Landshuter Stadtmagistrat um die Konzession zur Projektierung einer Eisenbahn von Landshut nach Pfeffenhausen und einer weiteren von Pfeffenhausen nach Eggmühl.
Im September 1891 legte die Münchner Lokalbahn AG ihren Bericht vor. Dieser sah eine 20,09 Kilometer lange Strecke nach Pfeffenhausen mit Baukosten von 1.250.000 Mark vor. Der Bau einer Strecke von Pfeffenhausen nach Eggmühl hingegen hätte dem Verkehrsinteresse des oberen Laabertales, das auf die Kreishauptstadt Landshut ausgerichtet war, nicht entsprochen.
So beschied die Königlich Bayerische Staatsregierung in der Beilage zum Entwurf des Lokalbahngesetzes vom 12. Dezember 1895, dass eine Lokalbahn von Landshut nach Pfeffenhausen mit Fortsetzung bis Rottenburg am zweckmäßigsten sei. Die Möglichkeit eines Weiterbaus Richtung Ingolstadt wurde offengelassen. Man übereignete dem bayerischen Staat den für den Bahnbau benötigten Grund kostenlos. Am 17. Juni 1896 wurde das Localbahnprojekt Landshut–Rottenburg durch ein Lokalbahngesetz genehmigt. Man versprach sich dabei vor allem Vorteile für die heimische Landwirtschaft, und zwar außer für Getreideanbau und Viehzucht, namentlich für den Hopfenanbau in der Hallertau.

## Bau
Beim Bau der Eisenbahn waren, wie zu dieser Zeit üblich, auch viele italienische Arbeiter eingesetzt. Die größten Steigungen waren die Rampe bei Arth (20 Promille), die Wasserscheide zwischen Pfettrach und Laber (23 Promille) und der Höhenrücken von Pfeffenhausen in Richtung Rottenburg (25 Promille). Die Endstation in Rottenburg wurde 1,1 Kilometer vom Markt entfernt angelegt, da der Ort 20 Meter über der Planie des Endbahnhofs lag.
Der erste Kostenvoranschlag belief sich auf 1.444.000 Mark. Zwischen Landshut und Pfeffenhausen wurde aber eine um beinahe einen Kilometer kürzere Trasse als ursprünglich vorgesehen gewählt, wodurch insgesamt nur noch etwa 170.000 Kubikmeter Erde zu bewegen waren. So ergab sich ein endgültiger Gesamtkostenaufwand von 1.377.763 Mark, von denen der Staat 1.210.499 Mark erbrachte. Am 29. Oktober 1900 fand hinter einer D VII die erste Probefahrt statt, am 3. November wurde die Strecke mit der Abfertigung von vier Sonderzügen festlich eröffnet.

## Betrieb

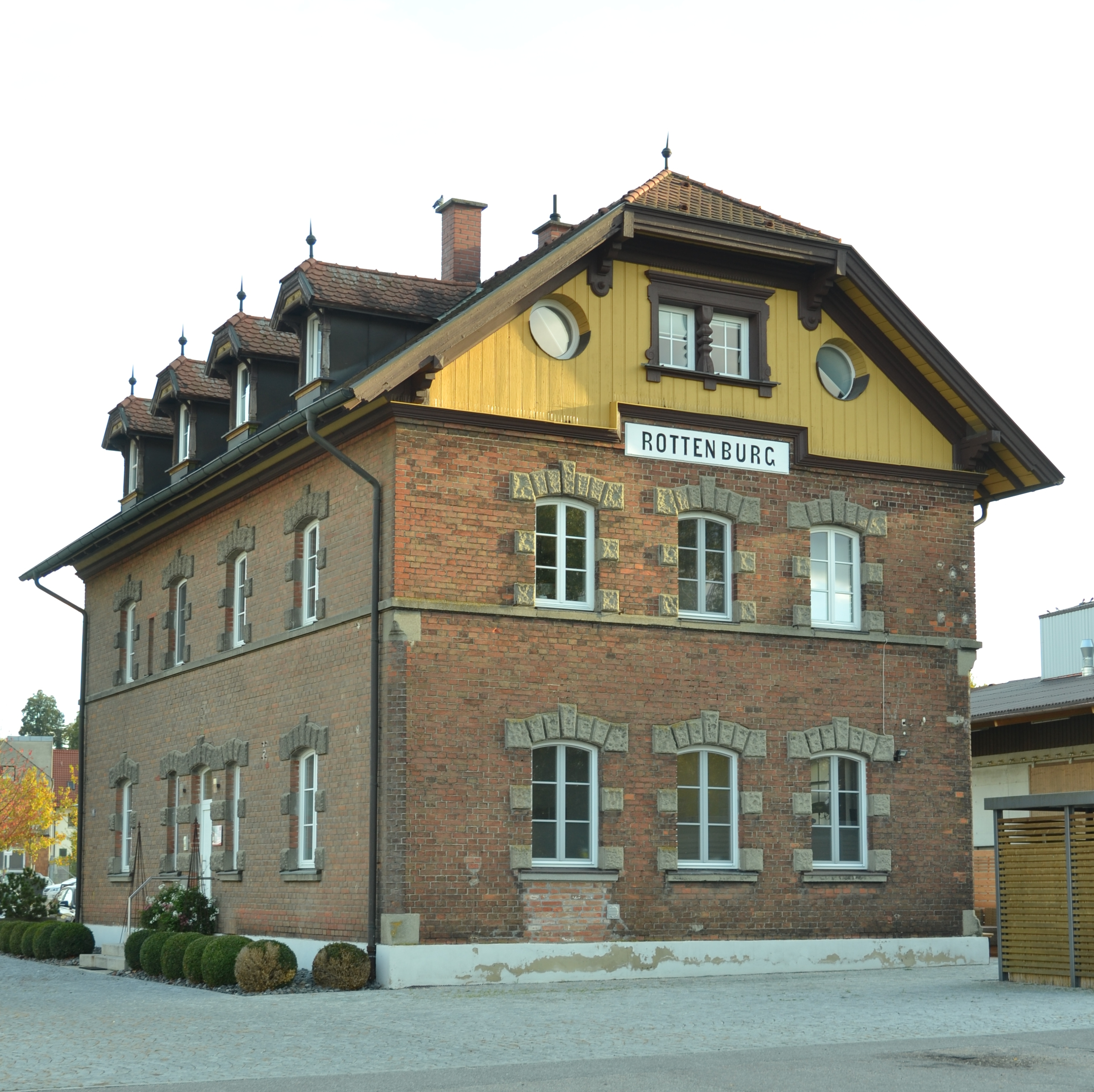
Bahnhof Rottenburg (2017)

Das Rottenburger Bockerl war eine typische bayerische Lokalbahn, die an großen Getreide- und Hopfenfeldern sowie Bauernhöfen und Mühlen vorbeiführte. Unter den Zügen waren viele GmP, wodurch sich infolge der Rangieraufenthalte auf den Bahnhöfen lange Reisezeiten ergaben. Der Personenverkehr war von Besuchern der Wochen-, Vieh- und Jahrmärkte geprägt. Reine Güterzüge waren anfangs selten.
Bis 1930 bewältigten zwei Lokomotiven der Gattung D XI, zeitweise auch eine D VII den Betrieb. Die Streckenverhältnisse und die Qualität des Oberbaus ließen nur eine Höchstgeschwindigkeit von 30 km/h zu. Im Sommer 1921 verkehrten in jeder Richtung drei Züge. Der Abendzug brauchte 99 Minuten, was einer Reisegeschwindigkeit von 16,7 km/h entsprach. An den Wegübergängen durfte der Zug nur mit 15 km/h fahren, bei einigen nur mit 10 km/h.
Berüchtigt war der Zornhofer Berg, wo es im Herbst durch Laubfall und im Winter durch Schneefall bei stark besetzten Zügen gelegentlich dazu kam, dass das Bockerl hängenblieb und mit weniger Wagen einen neuen Anlauf machen musste. Etwa 1930 kam zu den beiden D XI auch eine BB II auf die Strecke.
1935 bis etwa 1940 versahen je eine D XI, eine BB II und eine Pt 2/3 den Dienst. 1940 wurde die Pt 2/3 durch eine GtL 4/4 ersetzt. Ab 1943 fuhren dann ausschließlich mehrere Loks der Baureihe Pt 2/3. 1951 traten GtL 4/5 an ihre Stelle. Nach dem Sommerfahrplan 1952 war man noch immer eine gute Stunde auf der Strecke unterwegs.
Zum Fahrplanwechsel 1955 verschwanden die Dampflokomotiven weitgehend von der Strecke, lediglich für den Schülerverkehr wurde noch eine vorgespannt, meist die 98 1006. Nun kamen Uerdinger Schienenbusse zum Einsatz, und zwar in der Kombination VT 98+VB 98+VS 98, zeitweise auch ein VB 140 mit anfänglich einem G-Wagen für Stückgut. Wagenzüge (Personen- und Güterzüge) wurden von Lokomotiven der Baureihe 64, später von V 100 gezogen.

## Einstellung

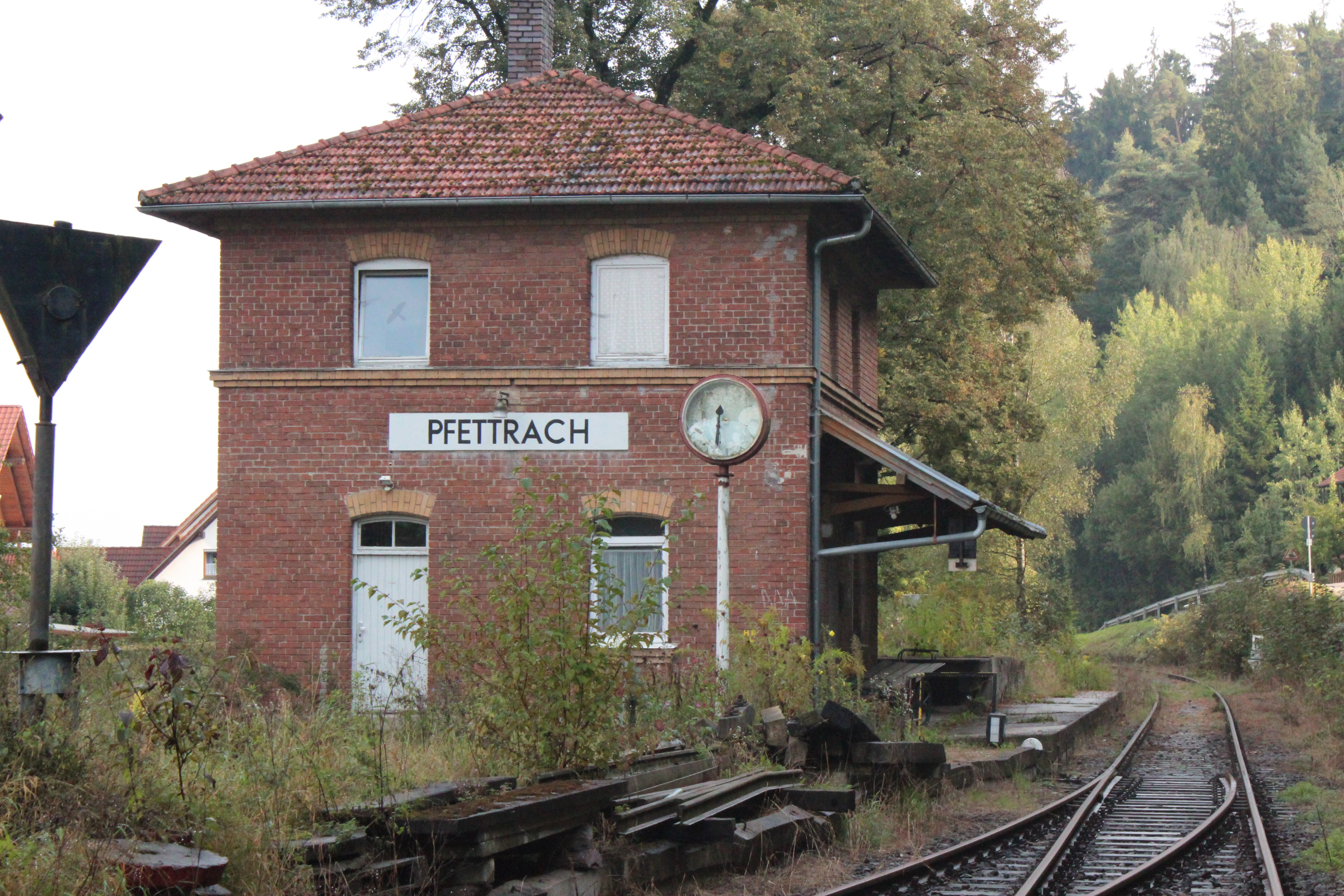
Bahnhof Pfettrach

Trotz aller Bemühungen verlagerte sich der Verkehr immer mehr auf die Straße. Zum Fahrplanwechsel am 25. Mai 1974 wurde der Reisezugverkehr eingestellt und auf Bahnbusse umgestellt. Der Schienenbus 798 669-8, der an diesem Tag mit Mitgliedern des Modelleisenbahn-Clubs Landshut e. V. von Landshut nach Rottenburg fuhr, war der letzte. Die Rottenburger Stadtkapelle spielte Ich hatt' einen Kameraden, um 20:45 Uhr machte sich der Triebwagen auf den Rückweg.
Nicht mehr für den Güterverkehr benötigte Bahnanlagen verschwanden. Das Stationsgebäude Weihmichl wurde im September 1974 und das Wartehäuschen in Arth im Februar 1975 abgebrochen. Am 31. Januar 1982 wurde die Fahrkartenausgabe und Gepäckabfertigung des Bahnhofs Rottenburg geschlossen.
Den geringen Güterverkehr hielten Fahrzeuge der Baureihe 260 aufrecht. Gelegentlich kamen auch Maschinen der Baureihen 211, 212 und 218 zum Einsatz.
1990 gründete man die Interessengemeinschaft Rottenburger Bockerl e. V., die 1994 in Dampfzugfreunde Landshut-Rottenburg e. V. umbenannt wurde. Seit Anfang der 90er Jahre rollten anfangs noch montags, mittwochs und freitags, zuletzt nur noch bei Bedarf Lokomotiven der Baureihen 365 und 335 zu Rangierzwecken nach Rottenburg. Trotz einer Sanierung des Oberbaus in den 1980er Jahren betrug die Höchstgeschwindigkeit vielfach nur 30 km/h wie zu Beginn der Betriebsaufnahme. Die Eisenbahnfreunde organisierten wiederholt Sonderfahrten. Am 12. Juni 1994 zog die V 200 002 einen Sonderzug nach Rottenburg, am 27. Juni 1993 wurden mit der 23 105 und am 14. August 1994 mit der 41 1150 Sonderfahrten durchgeführt.
Am 27. September 1998 verkehrte im Rahmen einer Abschiedsfahrt mit der Dampflokomotive 41 1150 der letzte Zug auf der Gesamtstrecke. Zwischen Neuhausen und Rottenburg wurde die Strecke am 15. Oktober 1999 stillgelegt. Ab Unterneuhausen (km 14,2) bis Rottenburg wurden die Gleise und Schwellen 2002/03 aus dem Gleisbett entfernt.

## Reaktivierung

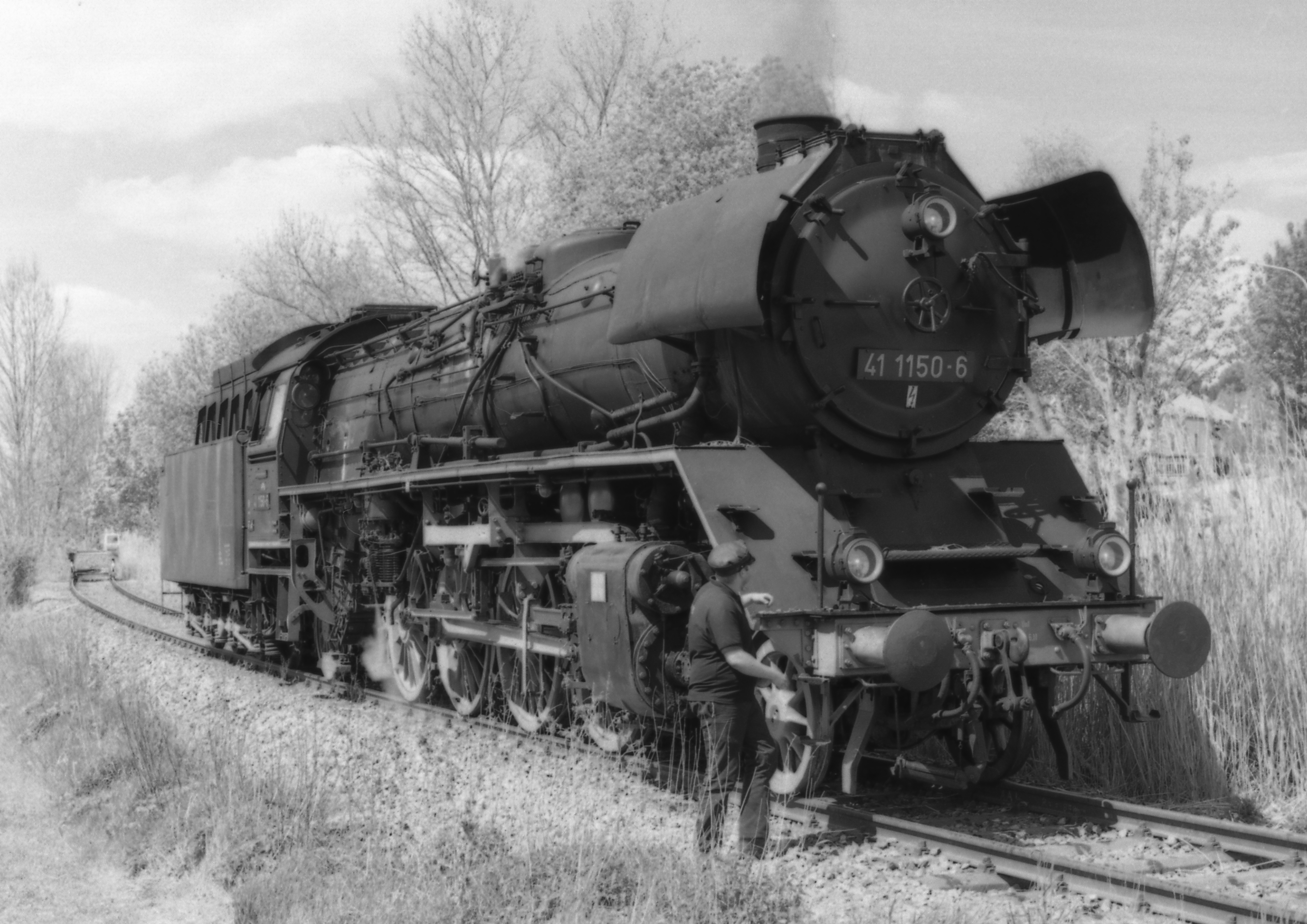
Dampflokomotive der Baureihe 41 in Unterneuhausen 2014

Der verbleibende Streckenabschnitt wird seit 15. September 2000 vom Eigentümer DB Netz an die Dampfzugfreunde Landshut-Rottenburg e. V. verpachtet, die einen Museumsbahnverkehr über das EIU BayernBahn in Kooperation mit dem Bayerischen Eisenbahnmuseum betreiben. Die dazu nötige Konzession wurde 2005 erteilt, die Betriebsaufnahme jedoch mehrfach verschoben. Im Bereich des Bahnübergangs über die B 299 bei Oberndorf nahe Weihmichl wurden Gleis und Oberbau auf einer Länge von 50 Metern bis Ende 2007 vollständig erneuert, nachdem bei einem Unfall mit einem Tank-Lkw am 14. September 2006 große Mengen Diesel ins Erdreich gelangt waren. Der Landkreis Landshut und die Gemeinde Altdorf standen dem Museumsbahnprojekt skeptisch gegenüber: Landrat und Bürgermeister erklärten mehrfach, „dass es ihr Ziel [sei], die Bahnstrecke zu entwidmen und auf der Trasse einen Geh- und Radweg zu bauen“.
Am 4. Juni 2011 verkehrte erstmals wieder ein Zug auf der Strecke. An diesem und dem darauf folgenden Tag pendelte ein Dampfsonderzug mehrmals zwischen Landshut und Neuhausen. Es folgten weitere Fahrtage und seit dem Jahr 2012 gab es einen regulären touristischen Verkehr an einigen Sonntagen im Jahr mit Diesel- bzw. Dampftraktion. Wegen Oberbaumängeln ist der Betrieb aber derzeit (2020) eingestellt.